# Gulspurv
Gulspurven (Emberiza citrinella) er en fugleart i familien af værlinger. Fuglen måler 16,5 cm. Den er en almindelig ynglefugl i Danmark, hvor den holder til i åbne områder med skov, krat eller levende hegn. Ynglebestanden er vurderet som sårbar på den danske rødliste.
I forårs- og sommerperioden ses den ofte syngende i toppen af en mindre gran eller på en busk. Gulspurven har en meget karakteristisk sang med en række af korte indledende toner efterfulgt af et længere fløjt. Sangen gengives ofte som: En-to-tre-fir´-fem-seks-syyyyyyv. Om efteråret og om vinteren lever den i større flokke på stubmarker eller på foderpladser.

## Ynglepladser
Fuglen bygger fortrinsvis sin rede i lav vegetation, f.eks. buske, eller på jorden godt skjult. Der udruges to kuld unger årligt. I begyndelsen af maj lægges en 3-5 æg, som udruges i løbet af 12-14 dage. Efter yderligere 12-13 dage forlader de knap flyvefærdige unger reden.

## Føde
Gulspurvens menu består for det meste af insekter, mens den i vinterperioden lever af frø, eksempelvis spildt korn som havre.